# Реабілітація жертв політичних репресій в СРСР
Реабіліта́ція жертв політи́чних репре́сій в коли́шньому СРСР — заходи для поновлення доброго імені жертв сталінського терору як за життя, так і після їх смерті.

## Після смерті Сталіна
Відразу по смерті Сталіна (1953) для цієї мети створено партійну комісію, підпорядковану Президії ЦК КПРС. Вона мала право переглядати матеріали з архівів органів безпеки й інших джерел та збирати й впорядковувати інші додатки. Перші пропозиції реабілітації скеровано після схвалення ЦК КПРС до судів. У таємній промові на XX з'їзді партії (1956) Хрущов звітував, що Військова Колегія Верховного суду СРСР з 1954 року реабілітувала 7,679 осіб.
Є три типи реабілітації:
- Повна реабілітація — прізвища реабілітованих з'являються у всіх довідниках та політичній літературі без будь-яких застережень, їхні книги, статті й інші праці можуть виходити.
- Реабілітація з натяком «зробив деякі помилки» — наприклад, Микола Скрипник; до цієї групи належать переважно вбиті радянською владою державні й партійні діячі національних республік та ті, що тільки на початку співпрацювали з пропозицією.
- Гражданська (громадянська) реабілітація — стосується лише анулювання причини арешту, головних обвинувачень, зфальшованих сталінським терористичним апаратом, у шпигунстві, зраді, шкідництві тощо, але без політичної реабілітації.

Реабілітації не підпадають керівники і співробітники великих політичних опозицій 1920-х і 1930-х pp.: троцькістів, бухарінців, національних ухилів тощо.

## В Українській РСР
В Україні, починаючи з 1956-го, у період «хрущовської відлиги» насамперед було перевірено справи, сфабриковані у 1937—1938 роках. Багато несправедливо засуджених українських письменників, митців та деяких учених, більшість репресованих за час «культу особи» Сталіна, були реабілітовані.
Слід зазначити, що справи політичних репресованих не просто «переглядалися», а прокурорами областей вносилися до президій обласних судів протести на незаконні постанови «трійок», а суди визнавали ці постанови незаконними, та скасовували їх. Тобто, суди встановлювали факт вбивства людей, а це не реабілітація комісіями з реабілітацій, які є такими ж позасудовими органами як і «трійки». Реабілітація комісіями — це психологічний фактор, який не тягне за собою відшкодування за вбивство.
Були реабілітовані також деякі: провідні комуністичні партійні й військовий діячі, вбиті у 1930-х pp., поміж них: В. Затонський, П. Любченко, В. Чубар, С. Косіор, Е. Квірінґ, П. Постишев, Ю. Коцюбинський, В. Примаков, П. Дибенко, Н. Демченко, І. Клименко, К. Сухомлін, М. Хатаєвич, В. Чернявський, Й. Якір та ін.
1963 року реабілітовано вбитих учасників Комуністичної партії Західної України, між ними: О. Васильків, Р. Туринський, М. Заячківський (Косар) та Григорій Іваненко (Бараба).
В цьому періоді нереабілітованими залишилися: О. Шумський, В. Шахрай, М. Полоз, А. Річицький, М. Волобуєв, М. Хвильовий й ін. Реабілітації проводилася на вимогу впливовіших партійних і культурних діячів з підкресленням, що реабілітовані були жертвами порушень законности в період «культу особи» Сталіна. За останній час цей факт у довідках про реабілітованих комуністичних діячів промовчується. Реабілітації не підпадали всі ті, що відстоювали відкрито політичну незалежність України чи й окремішність українського комунізму.

## Після відновлення незалежності
Після прийняття 17 квітня 1991 року Закону України «Про реабілітацію жертв політичних репресій на Україні» процес реабілітації прискорився і набув послідовності. Згідно із зазначеним законом, до 2001 року переглянуто 307 тис. 450 справ. За ними реабілітовано 248 тис. 710 осіб, відмовлено в реабілітації — 117 тисячам 243 особам.
13 березня 2018 року Верховна Рада прийняла закон № 6574 «Про внесення змін до деяких законодавчих актів України щодо удосконалення процедури реабілітації жертв репресій комуністичного тоталітарного режиму 1917—1991 років». Цим законом внесено зміни до Закону України «Про реабілітацію жертв політичних репресій на Україні» для чіткого визначення категорій осіб, які мають право на реабілітацію, уточнення та визначення вживаних термінів, визначено форми репресій, ознаки здійснення репресій та передбачено створення Українським інститутом національної пам'яті Національної комісії з реабілітації, а головами обласних (Київської та Севастопольської міських) державних адміністрацій — комісій з реабілітації, для прийняття рішень про визнання осіб реабілітованими або потерпілими від репресій.
За документ проголосували 237 народних депутатів.